# Helmut Schranz (Skirennläufer)
Helmut Schranz (* 25. März 1941 in St. Anton am Arlberg, Tirol) ist ein ehemaliger österreichischer Skirennläufer.
Der jüngere Bruder von Karl Schranz begann im Alter von acht Jahren mit dem Skisport. Die ersten Spitzenplätze erreichte er 1960, als er in den Riesenslaloms von Seefeld Zweiter und Fünfter wurde. Im Winter 1961 gewann er sämtliche Bewerbe bei den österreichischen Juniorenmeisterschaften und belegte jeweils den dritten Platz im Slalom von Kranjska Gora sowie in den Riesenslaloms von Lenggries und am Krippenstein. Bei den stark besetzten Arlberg-Kandahar-Rennen in Mürren wurde er Fünfter im Slalom und Achter in der Kombination. Weitere Podestplätze gelangen ihm 1962 im Slalom von Zell am See und im Riesenslalom von Arosa.
Seinen ersten Sieg feierte Schranz 1963 im Slalom von Poiana Brașov, in der dortigen Kombination kam er auf den vierten Rang. Im folgenden Winter gelang ihm nur im Slalom von Voss eine Platzierung unter den besten Drei. Der zweite Sieg gelang dem Tiroler 1965 im Riesenslalom auf der Axamer Lizum, zwei dritte Plätze belegte er im Slalom von Sondrio und im Riesenslalom von Maria Zell. Nach dem Winter beendete er seine Laufbahn bei den Amateuren und fuhr 1965/66 Profirennen in den USA, wo er einige gute Platzierungen erreichte. Nach dieser Saison beendete er endgültig seine Karriere.